# Антонешты (Штефан-Водский район)
Антонешты, Антонешть (рум. Antoneşti) — село в Штефан-Водском районе Молдавии. Относится к сёлам, не образующим коммуну.

## История
В Молдавской ССР село носило название Антоновка.

## География
Село расположено на высоте 135 метров над уровнем моря.

## Население
По данным переписи населения 2004 года, в селе Антонешть проживает 2709 человек (1352 мужчины, 1357 женщин).
Этнический состав села:
| Национальность | Число жителей | Процентный состав |
| -------------- | ------------- | ----------------- |
| молдаване      | 2657          | 98,08             |
| румыны         | 24            | 0,89              |
| украинцы       | 12            | 0,44              |
| русские        | 11            | 0,41              |
| болгары        | 1             | 0,04              |
| прочие         | 4             | 0,15              |
| Всего          | 2709          | 100 %             |